# L 3/33
El Carro Veloce 33 o CV 33, reanomenat l'any 1938 com a Carro Armato Leggero 3/33 o L 3/33, va ser una tanqueta construïda originalment el 1933 i utilitzada per l'exèrcit italià abans i durant la Segona Guerra Mundial. Es basava en la tanqueta britànica Carden Loyd construïda sota llicència per Itàlia com a CV 29. Molts CV 33 es van adaptar per complir amb les especificacions del L 3/35 el 1935. L'any 1938, el CV33 va ser rebatejat com a L 3/33 mentre que el CV 35 es va convertir en L 3/35.
El CV 33 original portava una tripulació de dos homes protegida per 12 mm de blindatge soldat i estava armat amb una sola metralladora de 6,5 mm.
L'L 3/33 va actuar a la Xina, Espanya, França, els Balcans, el nord d'Àfrica, l'Àfrica oriental italiana, Itàlia i Rússia.

## Variants

### L3/33 CC
El L3/33 CC (Contro Carro, "Contra Tancs") es basava en la tanqueta L3. Un petit nombre de L3/33 i 35 van substituir les metralladores de 6,5 mm per un canó antitanc Fucile Controcarri S Mod.39 (20 mm), creant una plataforma de destructor de tancs ad-hoc. Arribant massa tard per veure l'acció a Líbia abans de la retirada de l'Eix de la zona, només van veure una acció limitada a Tunísia a finals de 1942. 

### L3 Lf
El desenvolupament del tanc de flama "L3 Lf" (Lancia fiamme, "llançaflames"), basat en la tanqueta L3, va començar el 1935. El broquet del llançaflames va substituir una de les metralladores i el combustible de la flama es va transportar en un remolc blindat remolcat pel vehicle. Les versions posteriors tenien el combustible transportat en un dipòsit en forma de caixa muntat per sobre del compartiment del motor de l'L3. El vehicle pesava 3,2 tones i el remolc blindat en transportava 500 L de combustible. Tenia un rang de 40 m, tot i que altres fonts informen d'un rang de 100 m. Van ser desplegats al nord d'Àfrica, encara que no hi ha constància que estiguessin involucrats en combats.
El CV L3 Lf va actuar durant la Segona Guerra Italo-Abissina, Espanya, França, Rússia, els Balcans, el nord d'Àfrica italià i l'Àfrica oriental italiana.

### Tractor d'artilleria
Hi ha imatges d'un tractor d'artilleria desarmat i descobert basat en el L3. Això es podria utilitzar per remolcar un remolc oruga, igual que el L3, així com peces d'artilleria lleugera, inclòs un obús de muntanya de 100 mm. Sembla que aquest vehicle no va entrar en producció. Anàlisis posteriors de la imatge, però, van revelar que el vehicle descobert correspon al prototip del "Tractor lleuger Ansaldo" (1931). Al vídeo també apareix el "Prototip de tanc lleuger Ansaldo (1931)". Aquests vehicles van ser els predecessors del L3/33, ja que van ser el "trampolí" del Carro Veloce 29 al Carro Veloce 33.

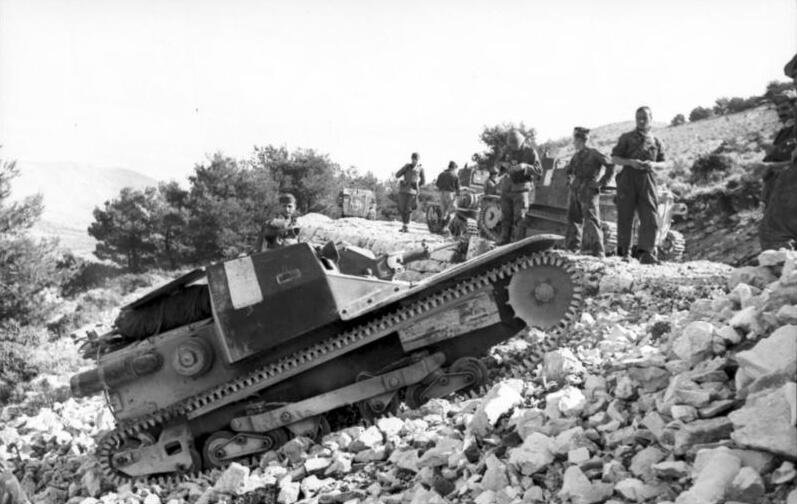
L3/33 a Grècia.

## Supervivents
Un exemplar del L3/33 està exposat a l' Australian War Memorial a Canberra, Austràlia. Es creu que aquest exemplar va ser capturat per les tropes britàniques i de la Commonwealth al nord d'Àfrica el 1940 o el 1941. També hi ha una variant de llançaflames exposada al Tank Museum de Bovington. També hi ha un exemplar en un sòcol al QG del 305 Cos al camp aeri de Kandahar, a l'Afganistan. Un antic exemple operat pels nacionalistes xinesos, capturat pels comunistes el 1949, s'exhibeix al Museu Militar de la Revolució del Poble Xinès a Pequín. Un exemple capturat pels partisans iugoslaus durant la Segona Guerra Mundial és l'exposició oberta del Museu Militar de Belgrad a Sèrbia.

## Vehicles comparables
- Alemanya: Panzer I
- Itàlia: L3/35
- Japó: tipus 94
- Romania: R-1
- Polònia: TK-3 i TKS
- Unió Soviètica: T-27 • T-37A • T-38
- Suècia: Strv m/37
- Regne Unit: Light Tank Mk VI